# I na okrągło
I na okrągło – pierwszy singel zespołu Rendez-Vous wydany przez wytwórnię Tonpress w 1985 roku. Nagrań dokonano w studiu Tonpress KAW. 

## Lista utworów
1. „I na okrągło” (Z. Kosmowski – A. Stańczak/Z. Kosmowski) – 3:25
2. „Przez auta szybę” (Z. Kosmowski – A. Stańczak/Z. Kosmowski) – 3:35

## Skład
- Ziemowit Kosmowski – wokal, gitara basowa
- Andrzej Stańczak – gitara
- Włodzimierz Rode – perkusja